# بطاقة توسعة

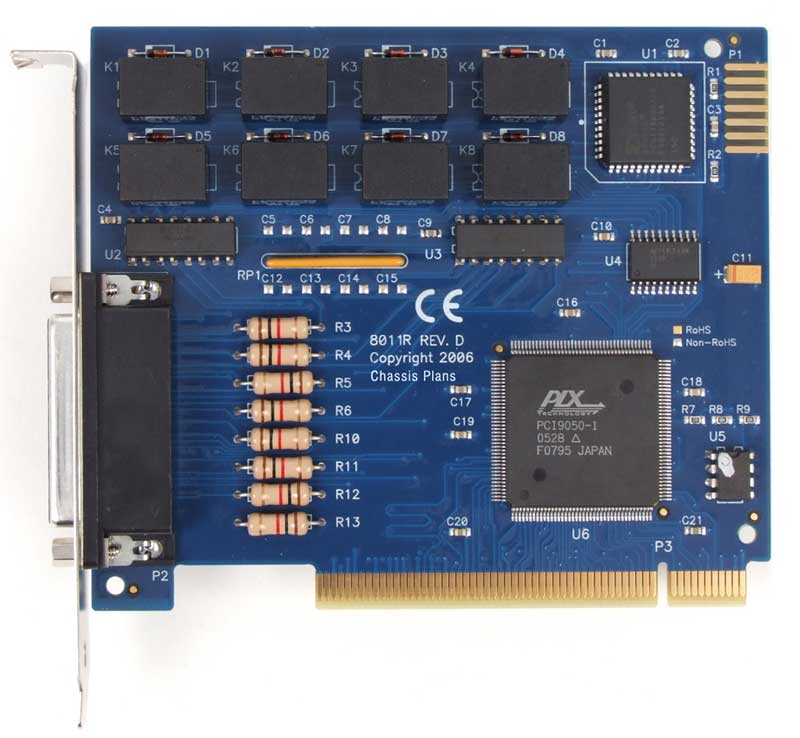
مثال على بطاقة التوسع الرقمية.

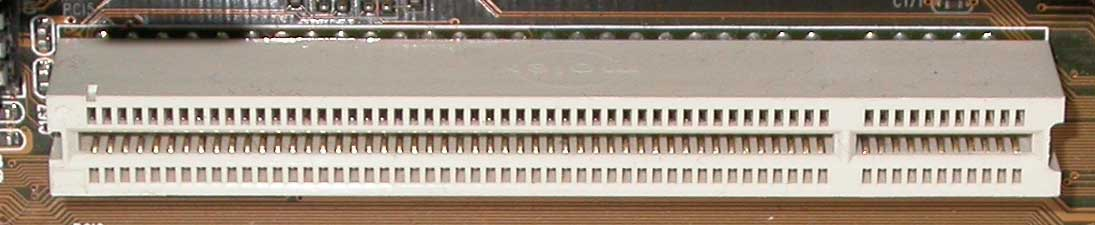
فتحة التوسعة لمنفذ الملحقات الإضافية

بطاقة التوسعة (بالإنجليزية: Expansion card)‏ أيضًا تسمى لوحة التوسعة أو بطاقة الملحقات، في الحوسبة هي لوحة دارات مطبوعة يمكن إدراجها في مقبس توسعة للوحة الأم لحاسوب بهدف زيادة وظائف النظام الحاسوبي. إحدى حواف بطاقة التوسعة تحمل الموصلات التي تتسع بالضبط لإدخال في مقابس التوسعة، هذه الموصلات تمثل الوصلة بين الإلكترونيات (دارات متكاملة في الغالب) في البطاقة واللوحة الأم.